# 하이 콘트라스트

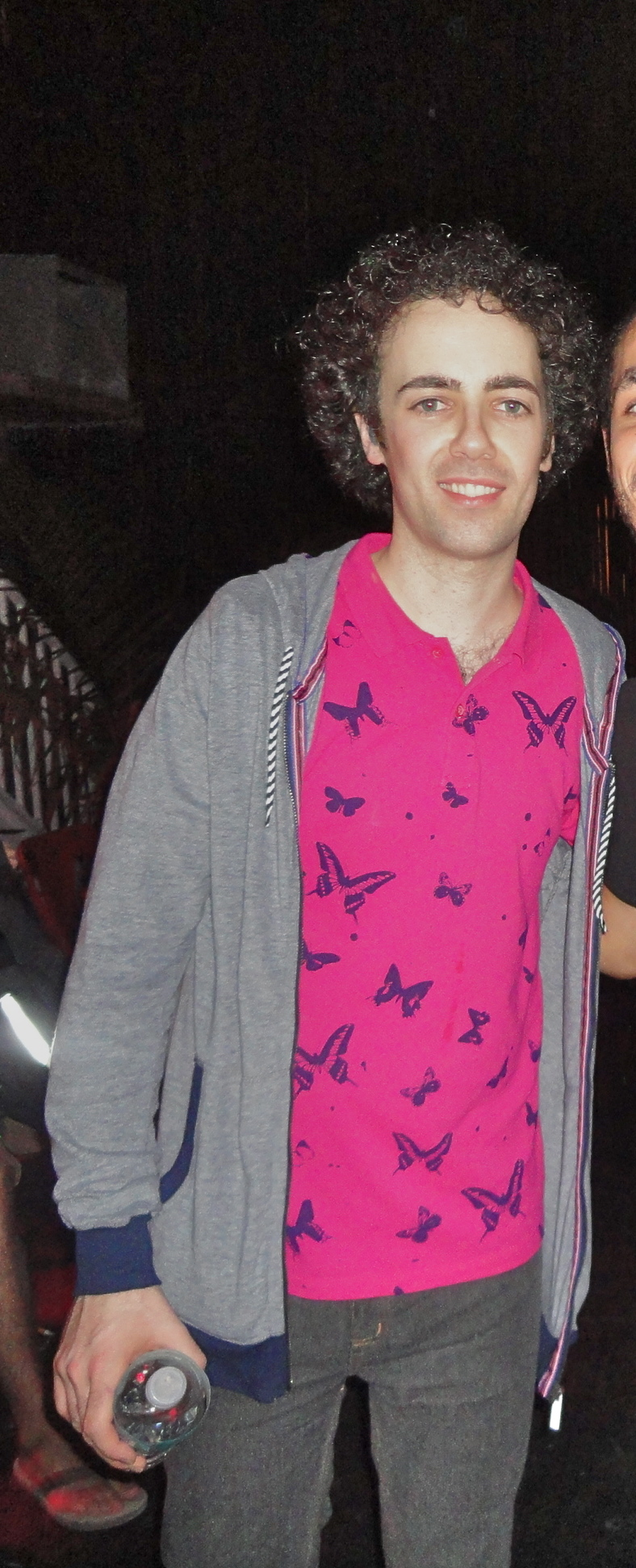
하이 콘트라스트

하이 콘트라스트(High Contrast, 1979년 9월 18일 ~ )는 웨일스의 드럼 앤 베이스 DJ이자 음악 프로듀서이다.